# Агат (Гуам)
Агат (англ. Agat, чамор. Hagat) — деревня и муниципалитет на острове Гуам. Расположен на западе острова к югу от гавани Апра.
Деревня находится в 16 км к юго-западу от Хагатны, большинство жителей составляют этнические чаморро, коренные жители Гуама. Некоторые из самых известных достопримечательностей Агата — это гора Алифан, Агат-Марина, Испанский мост и Национальный исторический парк «Война в Тихом океане».

## История
В 1565 году испанский исследователь Мигель Лопес де Легаспи объявил Гуам территорией Испании. Агат был основан между 1680 и 1684 годами испанским губернатором доном Хосе Кирога в качестве военного гарнизона с целью контроля над народом чаморро и обращения его в христианство. Многие из его первых жителей были привезены из внутренней деревни Фина, которая была разрушена, когда испанцы подавляли сопротивление коренного населения. Это было одно из шести таких поселений на Гуаме в XVIII веке. В 1830-х годах испанский губернатор капитан Вильялобос начал строительство объектов в Агате, планируя сделать его новой столицей острова. Однако недостаток средств помешал ему завершить проект.
В 1898 году Гуам был передан из Испании в Соединенные Штаты после испано-американской войны. При военно-морской администрации США Агат стал посёлком с муниципальным правительством.
Во время Второй мировой войны Япония оккупировала Гуам с 1941 по 1944 год. Во время битвы за Гуам в 1944 году Агат был одним из двух мест высадки морской пехоты США. Эти места теперь являются частью Тихоокеанского национального исторического парка. Старая деревня была разрушена во время вторжения. После захвата Гуама американские военные построили в Агате новый жилой комплекс для жителей Гуама, оставшихся без крова в результате войны, к югу от первоначальной деревни.
- Морские пехотинцы США переходят мост в Агате во время освобождения Гуама в 1944 году
- Гавань Апра, полуостров Ороте и залив Агат

## Демография
Население Агаты по переписи 2010 года составляет 4 917 человек.